# Musée du cloître de Saint-André-le-Bas
 (juin 2022).
Le cloître Saint-André-le-Bas est localisé à Vienne (Isère) dans la région Auvergne-Rhône-Alpes. Cloître d’une abbaye urbaine, l'Abbaye de Saint-André-le-Bas, il est de taille modeste et de plan régulier. Construit dans la seconde moitié du XIIe siècle, il est le seul élément des bâtiments conventuels à être parvenu jusqu’à nous. 
Il est un des cinq musées ou site de la ville de Vienne avec le Musée des Beaux-Arts et d'Archéologie, le Musée de l'industrie textile le Musée Saint-Pierre, et le Théâtre antique de Vienne.

## Histoire

### Abbaye

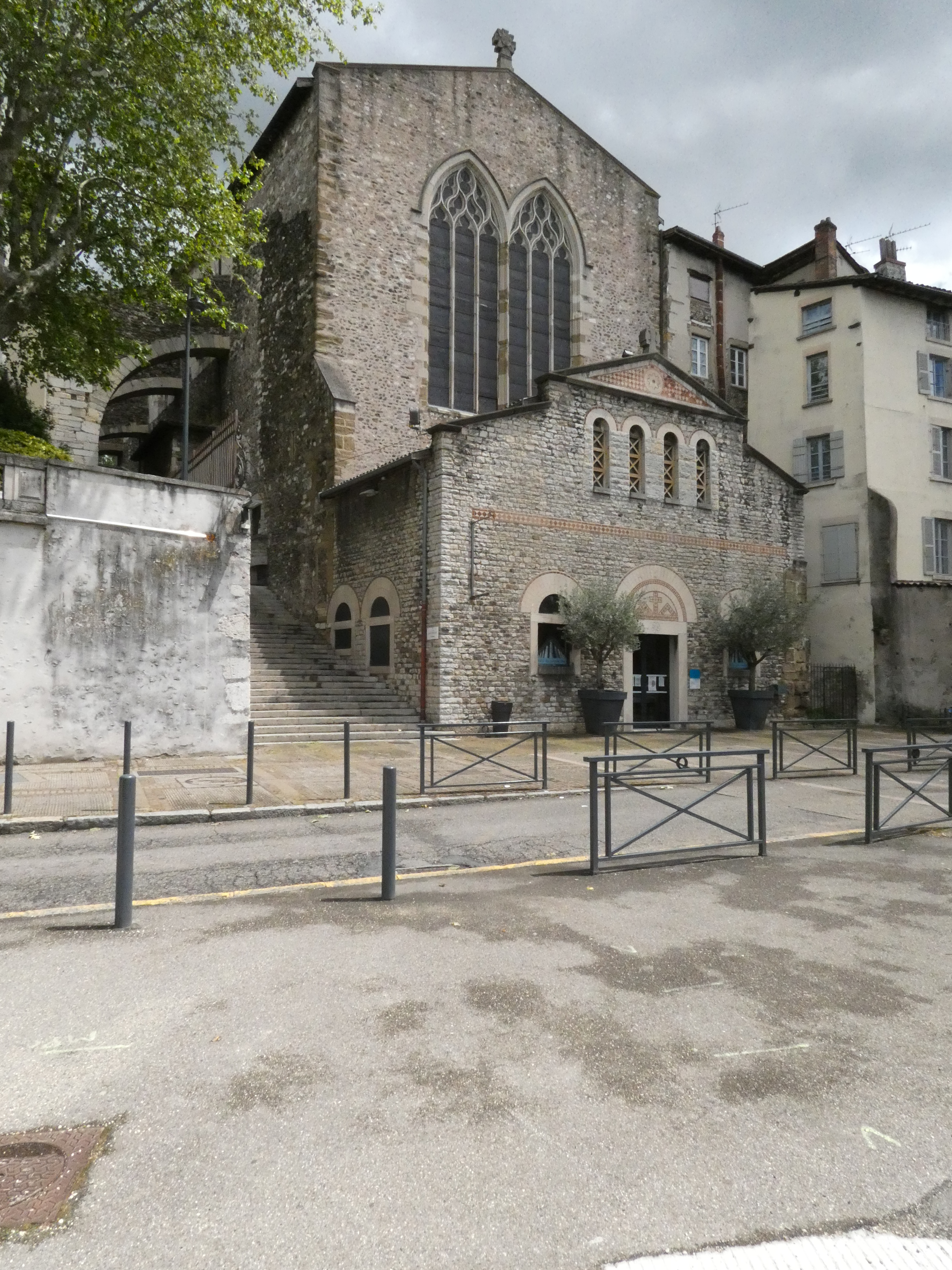
Abbatiale.

Le duc d’Ansemond est réputé pour avoir fondé l’abbaye de Saint-André-le-Bas, par son testament de 543. Il s’agit vraisemblablement d’un faux établi par l’archevêque Adon (860-875), à partir d’un document du VIe siècle, pour affirmer les droits de l’Église de Vienne sur le monastère et ses possessions. Le monastère existe bien en 831, date du premier acte authentique qui le mentionne. Il est certainement plus ancien, puisqu’Adon peut faire remonter sa fondation au VIe siècle sans que son faux soit mis en doute. 
La règle suivie par les moines à cette époque n’est pas connue. Le monastère est intimement lié aux rois de Bourgogne aux IXe et Xe siècles  : le roi Conrad s’y fait vraisemblablement inhumer.
Aux XIe et XIIe siècles, c’est l’une des abbayes les plus puissantes du diocèse de Vienne. Elle suit alors la règle de Saint-Benoît,. C’est à cette époque qu’elle prend son aspect actuel.  De l’abbaye médiévale subsiste encore, rue de la Table-Ronde, la maison du chamarier (c'est-à-dire l’intendant) du monastère.
L’abbaye fusionne avec l’abbaye de Saint-Chef, en 1774. Cette nouvelle communauté fusionne ensuite, en 1780, avec l’abbaye de Saint-Pierre. Puis, à la Révolution, les anciens bâtiments conventuels sont vendus comme biens nationaux.

### Cloître
Le cloître du XIIe siècle se présente comme un quadrilatère irrégulier, vraisemblablement contraint par les substructions antiques. Il n’est pas contigu à l’église dont il est séparé par un passage. Les baies donnant sur le réfectoire et la salle capitulaire sont encore visibles. Une troisième porte s’ouvrait probablement dans le mur sud du cloître pour communiquer avec le portail nord de la nef de l’église de l’abbaye de Saint-André-le-Bas. Toutes les arcades sont en plein cintre et obéissent au même rythme ; le mur-bahut supporte les piliers qui alternent avec deux groupes de colonnettes géminées dans chaque travée. Sur le côté sud, les colonnettes sont ornées d’un décor ciselé : chevron, torsades, imbrications de feuilles, rubans perlés, cannelures brisées en zigzag.
Les galeries étaient couvertes d’une charpente en bois, probablement plafonnée. Celle-ci  reposait sur la corniche couronnant les arcatures du cloître, dont la hauteur était alors inférieure d’environ 70 cm. Les éléments sculptés de XIIe siècle sont en grande partie conservés. L’arcature ouest ne devait cependant comporter que huit arcs et une plus large pile, près de l’angle sud.
Au XVe siècle, le cloître fait l’objet d’importants travaux. Ses arcatures sont démontées et surhaussées d’environ 70 cm ; un plafond lambrissé à couvre-joints moulurés et peints vient remplacer le couvrement d’origine. Son style et sa mise en œuvre permettent de le dater du XVe siècle. La salle capitulaire est transformée, peut-être pour y établir une chapelle : les baies géminées sud sont murées et un gâble mouluré en arc brisé vient couronner la porte du XIIe siècle.
Au XVIIe siècle, le cloître subit des transformations. Une partie du mur oriental a été reconstruite pour y aménager deux portes desservant les bâtiments de l’abbaye situés à l’est. Une autre porte a également été percée à l’extrémité sud du mur ouest. Un bénitier a été inséré à mi-chemin entre celle-ci et celle du réfectoire, au pied d’un escalier aujourd’hui disparu. Cet escalier desservait un second niveau de galeries, distribuant les étages des bâtiments adjacents. Le palier de cet escalier reposait probablement sur la console encore visible au sommet du mur ouest.
En 1791, les bâtiments conventuels sont vendus comme biens nationaux.
La loge maçonnique de Vienne loue une partie des bâtiments conventuels de 1801 à 1814. Leur mauvais état pousse alors la loge à déménager. Des travaux menés en 1860 par Madame Claude Guillemaud (1839-1927) transforment l’ensemble en immeuble de rapport, en démontant notamment une partie de la galerie méridionale du cloître. En 1923, les étages du cloître en pans de bois sont encore mentionnés.
Entre 1920 et 1938, la restauration de l’église et du cloître de Saint-André-le-Bas donne un nouveau souffle à cet ensemble patrimonial.  Cette restauration est une action conjointe de la ville, de la Société des Amis de Vienne et de l’architecte en chef des Monuments Historiques Jules Formigé.
Le cloître fait donc l’objet de travaux. La Société des Amis de Vienne obtient les colonnettes qui avaient été démontées en 1860. Le projet de Jules Formigé est de rendre au monument son aspect du XIIe siècle. Les travaux ne se limitent pas au remontage de la galerie sud, le mur sud est entièrement reconstruit comme une large partie du mur nord. La porte nord est créée de toutes pièces à partir d’éléments anciens, probablement récupérés du mur sud détruit. La configuration de l’arcature ouest est modifiée, pour donner à l’ensemble une symétrie qu’il n’a jamais eue. À la suite de ces travaux, inaugurés en 1938, le musée d’Art Chrétien s’installe dans les actuelles salles d’exposition temporaire et dans le cloître lui-même.
En 1978, le musée d’Art Chrétien est partiellement mis en réserve pour permettre la création des salles d’exposition temporaire des musées de Vienne.
Le cloître-musée, seul cloître du XIIe siècle conservé en Rhône-Alpes, malgré des modifications ultérieures, nécessitait un travail de remise en valeur complet. En 2010, dans le cadre de la première convention Plan Patrimoine financée par l’État, la région Rhône-Alpes, le Département et la ville de Vienne, la restauration du cloître est lancée.

### Chapiteaux du cloître

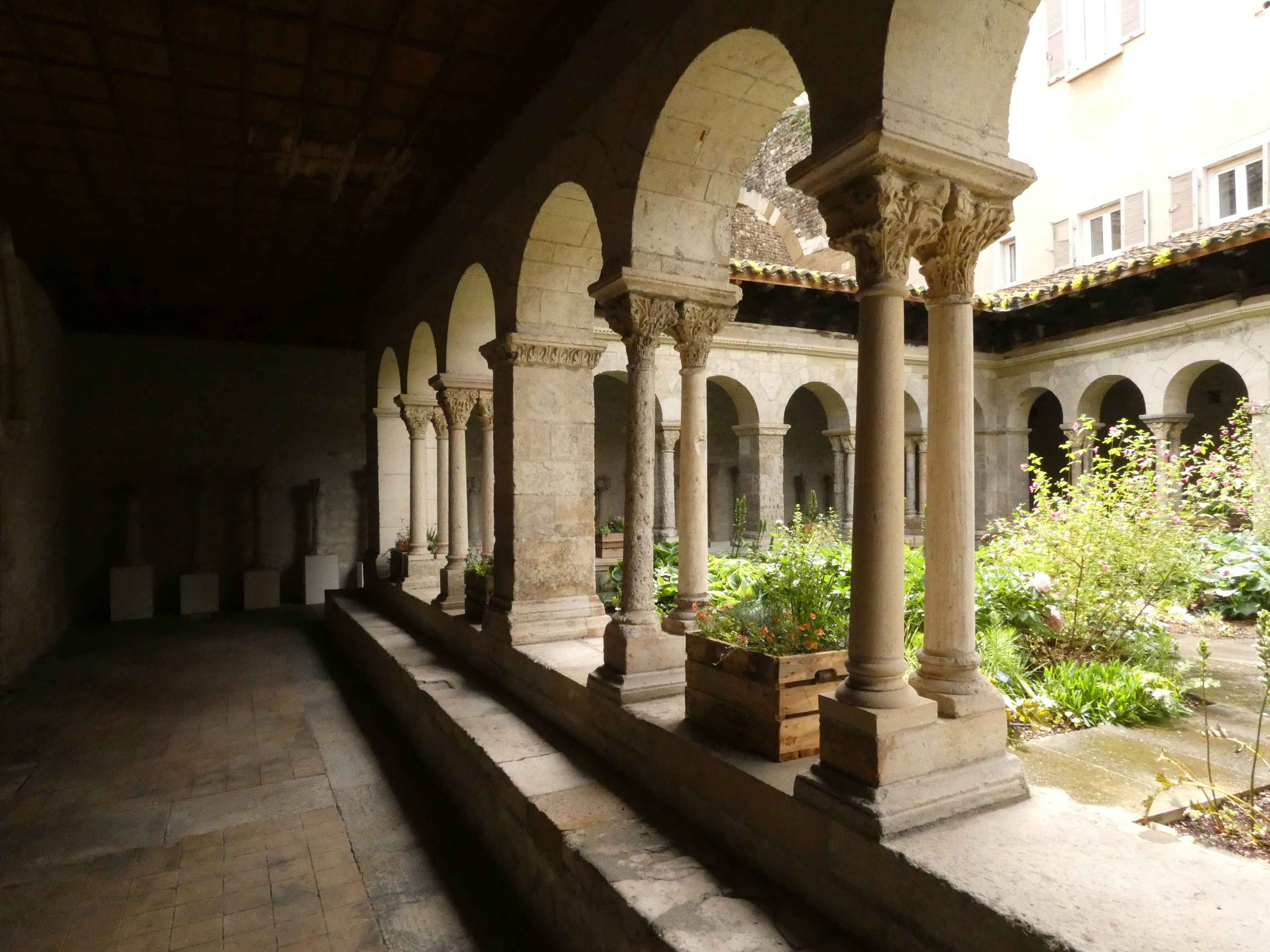
Colonnes du cloître.

La décoration des chapiteaux se divise  en quatre groupes : les chapiteaux à décor floral, les chapiteaux figurés, les bandeaux des piliers et des colonnettes. Entre les piliers sont placées des colonnes jumelées, couronnées de chapiteaux.
Les chapiteaux à décor floral sont fréquents dans les cloîtres du XIIe siècle. La feuille d’acanthe est un  modèle initial dans la vallée du Rhône, avec, à Saint-André-le-Bas une préférence pour la feuille d’acanthe épineuse, fouillée et grasse.
Les chapiteaux figurés sont d’une grande variété d’inspiration et de technique. Les aigles, les Sirènes et la Centauresse tirant de l’arc et les lions se chevauchant sont des thèmes qui se rattachent à l’Antiquité. L’ourson, encadré de lourds feuillages aux tiges épaisses est aussi un souvenir antique répandu dans la sculpture romane. Il est certainement dû à l’influence des bas-reliefs gallo-romains. Au musée archéologique Saint-Pierre, un ours est également représenté sur un chapiteau provenant de la démolition du palais archiépiscopal.
L’influence antique est toujours présente sur un chapiteau où deux têtes humaines évoquent les masques tragiques. L’un des masques est couronné de lierre et de vignes, dont les feuilles et les fruits forment une guirlande qui retombe de chaque côté, en encadrant la face. Des chapiteaux s’inspirent des scènes de l’Ancien Testament : Adam et Eve, Daniel dans la fosse aux lions, Samson terrassant le lion.
Il est certain que plusieurs sculpteurs ont travaillé au décor du cloître, différents de ceux de l’église de Saint-André-le-Bas.

## Collections

### Inscriptions funéraires
L’abbaye est un lieu particulièrement recherché pour y être enterré : les moines y prient quotidiennement pour le salut des défunts. Les sépultures se trouvent dans le cimetière, le cloître et l’église, emplacements les plus prestigieux. Le rayonnement de l’abbaye et la source de revenu que constituait le privilège d’y être enterré et d’obtenir les prières des moines pour son salut sont illustrés par plusieurs inscriptions. En échange de ce privilège, l’abbaye reçoit des biens légués par le défunt ou donnés par ses héritiers.

### Plaques obituaires et épitaphes

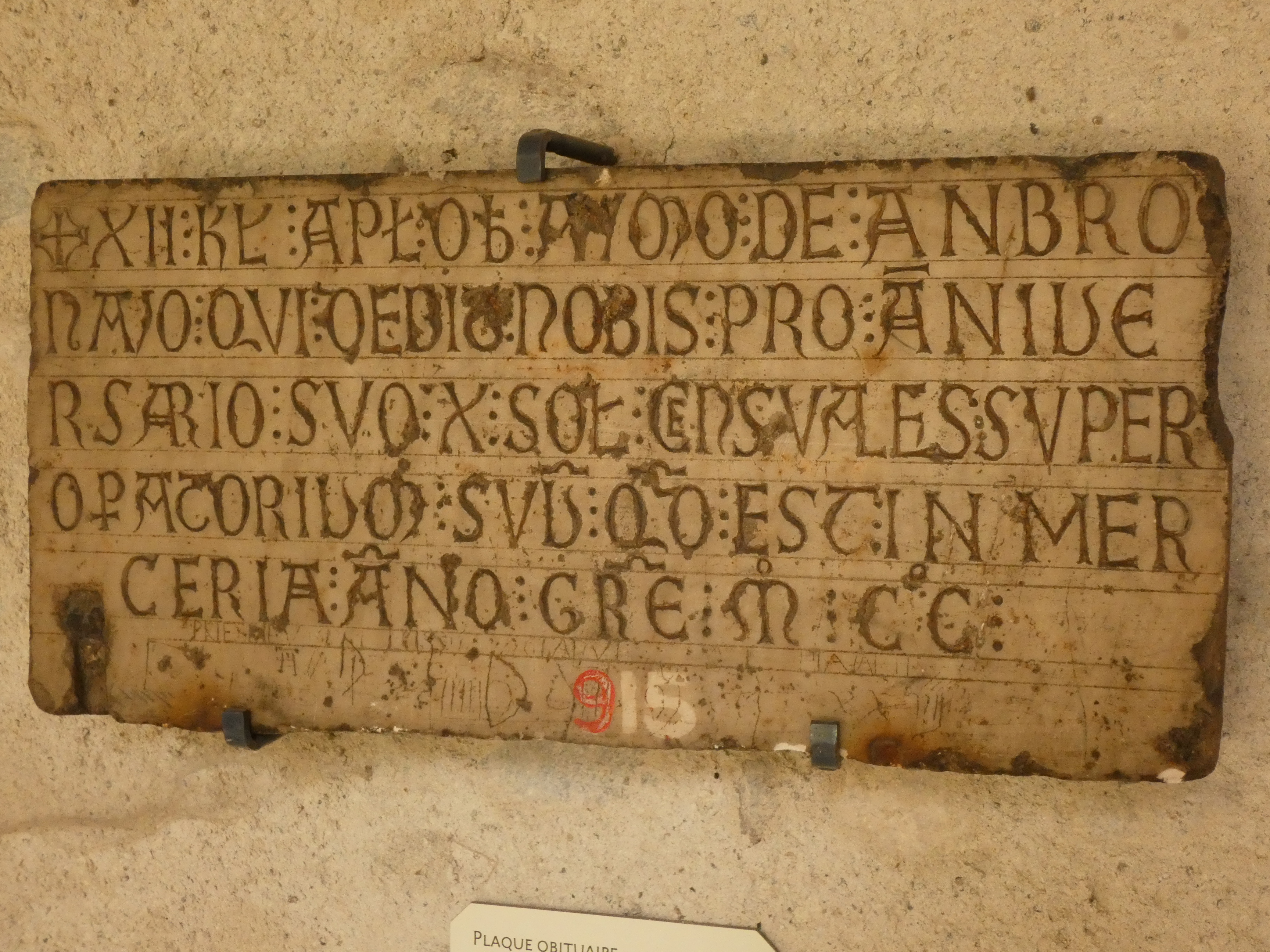
Plaque obituaire d'Aymon d'Ambronay.

Une plaque obituaire est une inscription qui rappelle la donation d’un défunt en échange de laquelle le monastère s’engage à dire une messe pour lui, à chaque anniversaire de sa mort, appelée « anniversaire ». Cette inscription mentionne donc généralement le nom du défunt, le montant de la donation, qui est constituée d’un revenu annuel et perpétuel, et le jour de sa mort. Une plaque obituaire peut être collective et mentionner plusieurs défunts. 
Deux d’entre elles sont familiales, les deux autres concernent respectivement le moine Guichard et le marchand ou artisan Aymon d’Ambronay. L’épitaphe est une inscription placée à proximité immédiate de la tombe, elle mentionne toujours le nom du mort et sa sépulture. Peuvent aussi figurer la date de son décès et la fonction du défunt. Trois épitaphes datent du VIe siècle, du Xe ou XIe siècle dont celle de Samuel, inscription en hébreu qui atteste la présence d’un cimetière juif dans Vienne, sans que l’on puisse le localiser et enfin une épitaphe de 1300 qui mentionne le moine et prêtre Aymon de la Chaîne.

### Colonnettes du clocher
Les colonnettes des étages inférieurs du clocher ont été déposées en 1982, lors de la dernière restauration de l’église afin de stopper leur dégradation. La plupart des modillons (ou corbeaux) a également été remplacée par des copies à cette occasion. Une sélection des colonnettes les mieux conservées est présentée dans la galerie sud, avec un modillon. Comme celles du cloître, elles sont monolithes, base et chapiteau compris. Les colonnettes proviennent de deux niveaux différents du clocher. Le niveau inférieur ne comporte qu’un rang de colonnettes supportant les arcades, alors qu’il est double au deuxième niveau. À cet étage, deux tailles de colonnettes sont utilisées dans le but d'accentuer la perspective : les plus hautes sont placées devant, les plus petites en arrière-plan. Les chapiteaux ont cependant tous les mêmes dimensions : la proportion entre chapiteau et fût n’est donc pas égale pour toutes les colonnettes, contrairement à ce qu’imposait les ordres architecturaux antiques.

Colonnettes et modillons
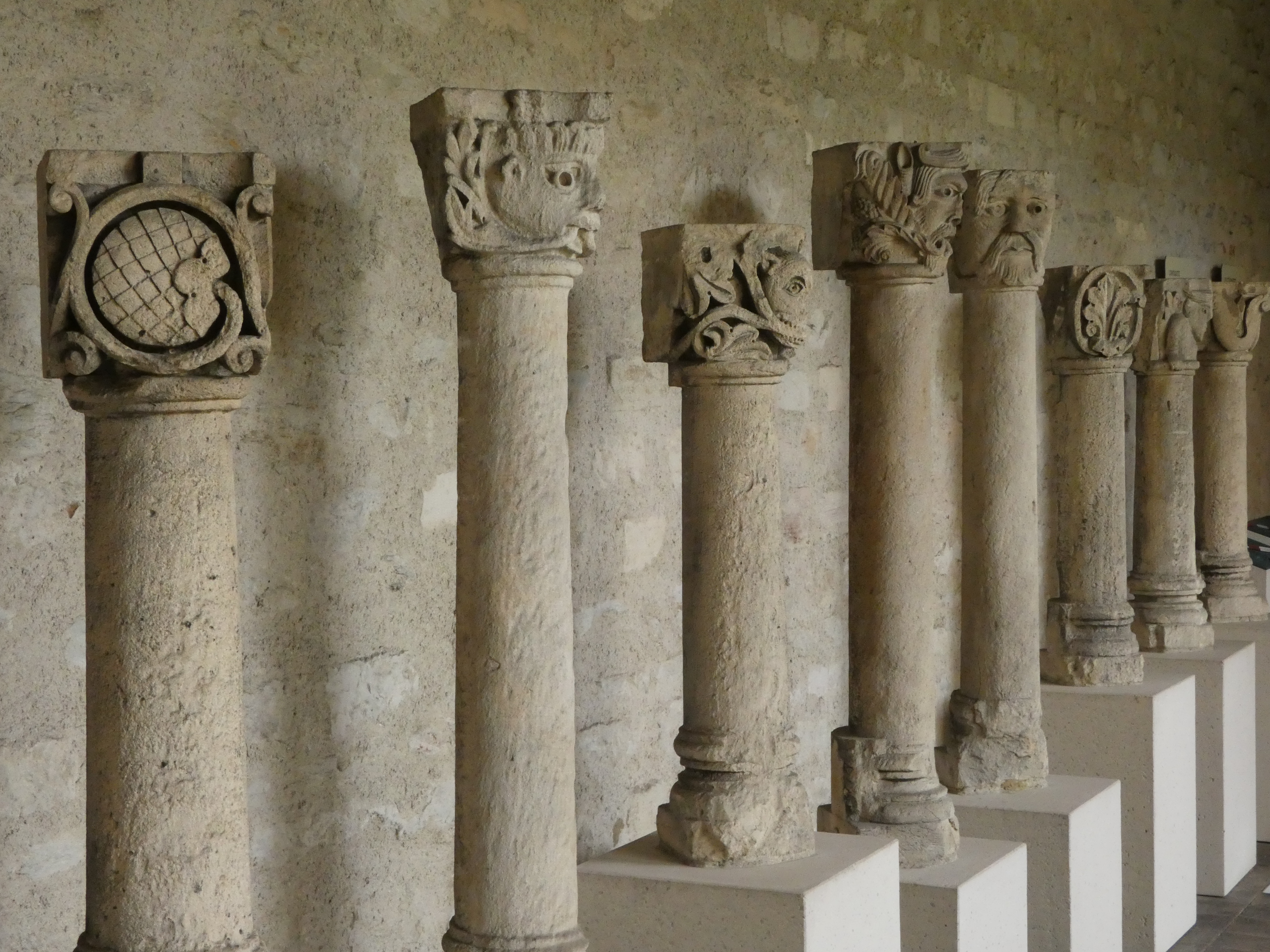
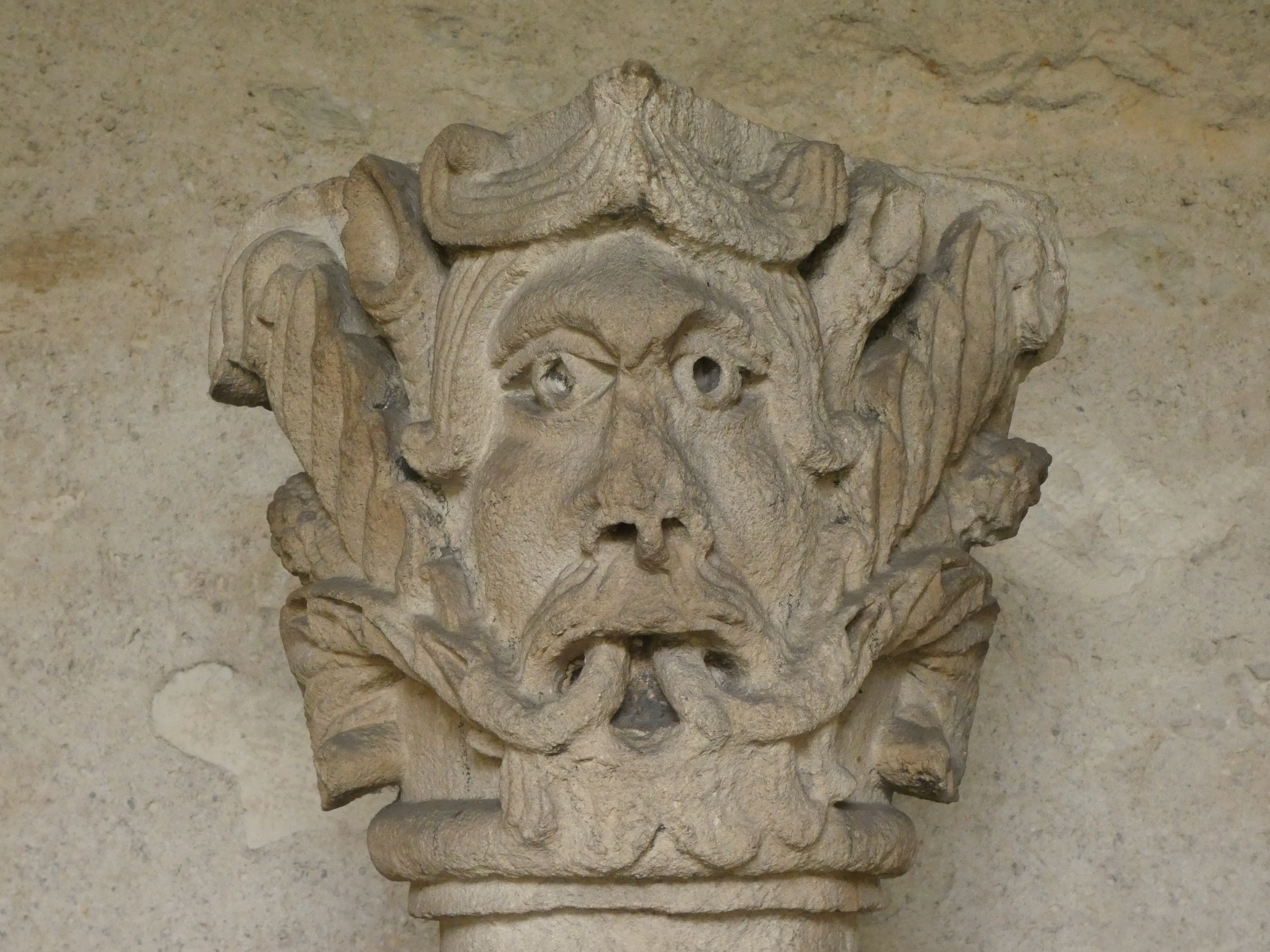
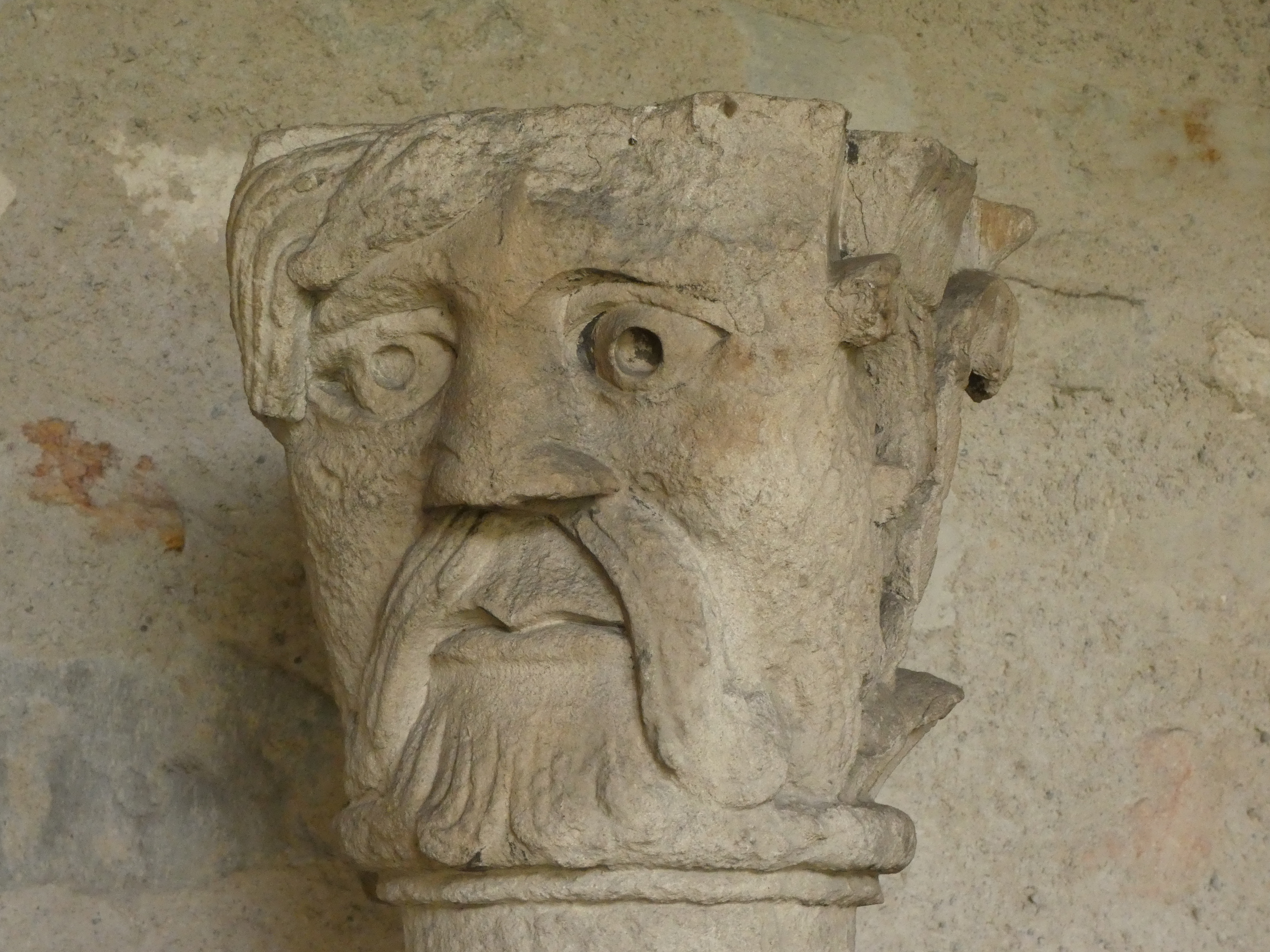
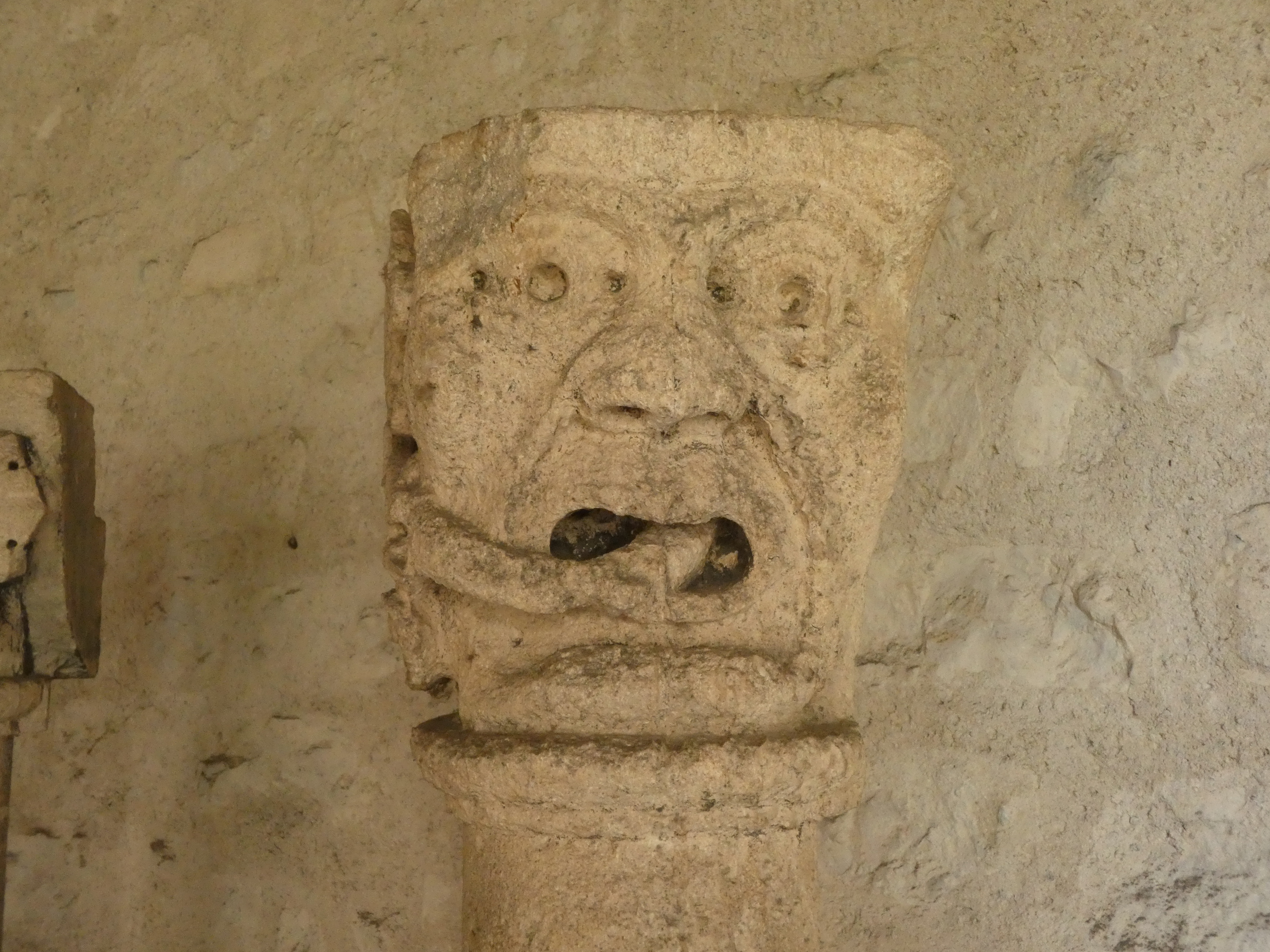

## Gestion et politique culturelle

### Fonctionnement administratif
Le cloître/musée de Saint-André-le-Bas est un musée municipal labellisé Musée de France. Sa direction est assurée par un conservateur. L’ensemble du  personnel est employé par la ville de Vienne : un conservateur, deux attachées de conservation, une responsable administrative, une responsable des publics, des médiateurs, des adjoints du patrimoine.

### Restauration du cloître de Saint-André-le-Bas en 2010
Dans le cadre du Plan Patrimoine de la Ville de Vienne, des travaux de restauration ont été initiés en 2010, sous la maîtrise d'ouvrage de la Ville de Vienne et la maîtrise d'œuvre d'Alain Tillier, architecte en chef des Monuments historiques. Menée conjointement à ces travaux, l'intervention archéologique a eu pour objectif principal de repérer les différentes phases de construction du cloître de l'abbaye Saint-André-le-Bas, d'en établir une chronologie relative, ainsi que de vérifier l'homogénéité des structures et l'étendue exacte des restaurations réalisées à la fin des années 1930. 
Les travaux ont porté sur : 
- la réfection complète des toitures
- la restauration des élévations intérieures et extérieures des galeries, y compris le dégarnissage des joints de ciment, le nettoyage et le rejointoiement à la chaux des maçonneries des murs périphériques, le remplacement de quelques éléments en pierre de taille particulièrement usés, en particulier au sein des arcatures, et le nettoyage de l'ensemble par gommage, et le nettoyage fin des éléments sculptés par abrasion à la mini-sableuse et désincrustation photonique
- la remise en état des sols et du plafond, avec notamment le nettoyage, la consolidation et la restauration du plafond, dans ses parties anciennes aussi bien que récentes
- la remise en état du préau central
- la réfection de l’installation électrique
- le réaménagement de l’accès sud-est, avec installation d’un élévateur pour personnes à mobilité réduite.

L'opération archéologique a eu pour objectif de documenter l'ensemble des élévations (archéologie du bâti) concernées par ces travaux avant restauration. Elle a également permis de repérer des éléments apparaissant sur les murs périphériques sous les combles, ainsi qu'au niveau de l'escalier d'accès aux caves sous le bâtiment actuel de l'école. L'étude approfondie de ces parties de l'édifice reste à réaliser, et permettrait probablement de compléter les données quant à l'édification du deuxième niveau de galeries. Des vestiges des maçonneries des bâtiments attenants au cloître roman ont également pu être conservés dans les bâtiments entourant le cloître actuel, notamment dans ces mêmes caves pour ce qui concerne la salle capitulaire.